# Еленски бут
Еленски бут е месен деликатес – солен и сушен свински бут, приготвян само в района на град Елена.

## Описание
Месото на бутът по „Еленски“ има уникален и специфичен вкус. Приготвя се в условията на специфичните климатични особености на Еленския балкан. Подобен деликатес, освен в България, се прави в Италия (прошуто), Хърватия (pršut, пршут), където най-известни и ценени са Далматинския и Истърския, в Испания (хамон) и в Германия. Някои типове прошуто в Италия са „запазена марка“, например като Prosciutto di Parma (бут от град Парма).

## Технология на приготвяне
Технологията на приготвянето не е сложна и не съдържа особени тайни. След като се заколи прасето, то се опърля и изстъргва, докато се премахне всичката четина. Отделят се бутовете и плешките от животното (предните и задните крака). Точното оформяне е според желанието на стопанина и майсторлъка на касапина. След това двата бута и двете плешки се осоляват много добре и се постават на дъното на „постав“ – специална бъчва за съхранението им. В солта те престояват около 40 – 45 дни. След това осоленото месо се изважда и оставя да съхне.

## Съхранение
Технологиите на съхранение са различни. В миналото бутовете са поставяни в добре претъпкано царевично брашно или покривани с филм от варно мляко. Използват се и специално ушити за целта торби от тензух или поставяне в дървени контейнери с гъсти мрежи вместо стени („мухарници“), като правило поставени на проветриво място, където чистият планински въздух да довърши работата по изсушаването и консервирането. Целта е да се попречи на мухите да снасят яйцата си върху него.
В много от махалите около Елена, в по-стари времена, бутовете са оставяни на съхранение в стаите (собите), в които се е палел ежедневният домакински огън и по такъв начин се е постигало и известно опушване, придаващо на месото още по-пикантен вкус. Подобна технология с борови клонки се ползва и до днес в планината Шварцвалд в Южна Германия. Интересно е също, че климатът, видът на бутовете и технологията там са много подобни.
Традициите в приготвянето и съхранението на еленския бут са предимно семейни, а не регионални, и дори в няколко съседни къщи от една улица могат да се срещнат сериозни „технологични“ разлики.